# TT210
| r · a · N5 · Z1 | w | b | n · N8 |

| r · a · N5 · Z1 | w | b | n · N8 |

TT210 (Theban Tomb 210) è la sigla che identifica una delle Tombe dei Nobili ubicate nell'area della cosiddetta Necropoli Tebana, sulla sponda occidentale del Nilo dinanzi alla città di Luxor, in Egitto. Destinata a sepolture di nobili e funzionari connessi alle case regnanti, specie del Nuovo Regno, l'area venne sfruttata, come necropoli, fin dall'Antico Regno e, successivamente, sino al periodo Saitico (con la XXVI dinastia) e Tolemaico.

## Titolare
TT210 era la tomba di:
| Titolare | Titolo                       | Necropoli      | Dinastia/Periodo | Note                                                                                |
| -------- | ---------------------------- | -------------- | ---------------- | ----------------------------------------------------------------------------------- |
| Rawaben  | Servo del Luogo della Verità | Deir el-Medina | XIX dinastia     | sommità della collina, tomba meridionale; sopra e a nord della TT2, a sud della TT9 |

## Biografia
Genitori del titolare furono, forse, Piay, Scultore del Luogo della Verità, e Nefertkha. Sua moglie fu Nebtyunu.

## La tomba
TT210, il cui accesso avviene da un cortile, si presenta con planimetria molto irregolare costituita da un'anticamera perpendicolare all'ingresso da cui si accede, con asse piegato a una sala rettangolare in cui si trova l'unico dipinto ancora leggibile: il padre è in compagnia di Ipuy, forse fratello del defunto (TT217), e altri familiari, in atto di offertorio di incensi su un braciere agli dei Ra-Horakhti, Ptah e Hathor, nonché al re Amenhotep I e alla di lui madre, la regina Ahmose Nefertari. Poco oltre il defunto con la sua famiglia in offertorio agli dei Osiride, Iside, Hathor e Ptah; su altra parete invocazione di Amenhotep I in favore di Ipuy e di Ptah per il defunto. Segue Ipuy che venera la barca di Ra, mentre il defunto affiancato dal padre e da due figli (di cui non sono riconoscibili i nomi) adora Ra, cui recita inni sacri.

### Annotazioni
1. ↑  La numerazione dei locali e delle pareti segue quella di Porter e Moss 1927, p. 292.
2. ↑  La prima numerazione delle tombe, dalla numero 1 alla 253, risale al 1913 con l'edizione del "Topographical Catalogue of the Private Tombs of Thebes" di Alan Gardiner e Arthur Weigall. Le tombe erano numerate in ordine di scoperta e non geografico; ugualmente in ordine cronologico di scoperta sono le tombe dalla 253 in poi.
3. ↑  I campi della Duat, ovvero l'aldilà egizio, si trovavano, secondo le credenze, proprio sulla riva occidentale del grande fiume.
4. ↑  Nella sua epoca di utilizzo, l'area era nota come "Quella di fronte al suo Signore" (con riferimento alla riva orientale, dove si trovavano le strutture dei Palazzi di residenza dei re e i templi dei principali dei) o, più semplicemente, "Occidente di Tebe".
5. ↑  le Tombe dei Nobili, benché raggruppate in un'unica area, sono di fatto distribuite su più necropoli distinte.
6. ↑  Le note, sovente di inquadramento topografico della tomba, sono tratte dal "Topographical Catalogue" di Gardiner e Weigall, ed. 1913 e fanno perciò riferimento alla situazione dell'epoca.
7. ↑  Set-Maat = "Luogo della Verità" era uno dei nomi con cui era noto il villaggio operaio di Deir el-Medina. Il villaggio era anche noto come Pa-demi, ovvero, semplicemente, "il villaggio".

### Fonti
1. ↑  Porter e Moss 1927,  p. 307.
2. ↑  Gardiner e Weigall 1913.
3. ↑  Donadoni 1999,  p. 115.
4. 1 2  Gardiner e Weigall 1913, p. 34.
5. ↑  Gardiner e Weigall 1913, pp. 34-35.
6. ↑  Gardiner e Weigall 1913, p. 35.
7. ↑  Porter e Moss 1927,  p. 306, confermata in edizione del 1970.
8. ↑  Porter e Moss 1927,  p. 307, confermata in edizione del 1970.